# José Luís de Moura Mendes
José Luís de Moura Mendes (Samora Correia, 3 de Novembro de 1861 — Lisboa, 21 de Junho de 1918) foi um militar da arma de artilharia do Exército Português que se destacou como comandante de uma das forças expedicionárias enviadas para o norte de Moçambique durante a Primeira Guerra Mundial na luta contra as forças alemães estacionadas no Triângulo de Quionga.